# Sparks Fly (Taylor Swift)
Sparks Fly è una canzone della cantante statunitense country-pop rock Taylor Swift, pubblicata il 10 agosto 2011 come quarto singolo dal suo terzo album Speak Now. Il brano è stato scritto dalla stessa Taylor Swift e prodotto da lei e Nathan Chapman. Prima di venire pubblicata come singolo ufficiale, Sparks Fly è entrata nella classifica statunitense alla diciassettesima posizione e alla ventottesima in Canada grazie alle sole vendite digitali.

## Tracce

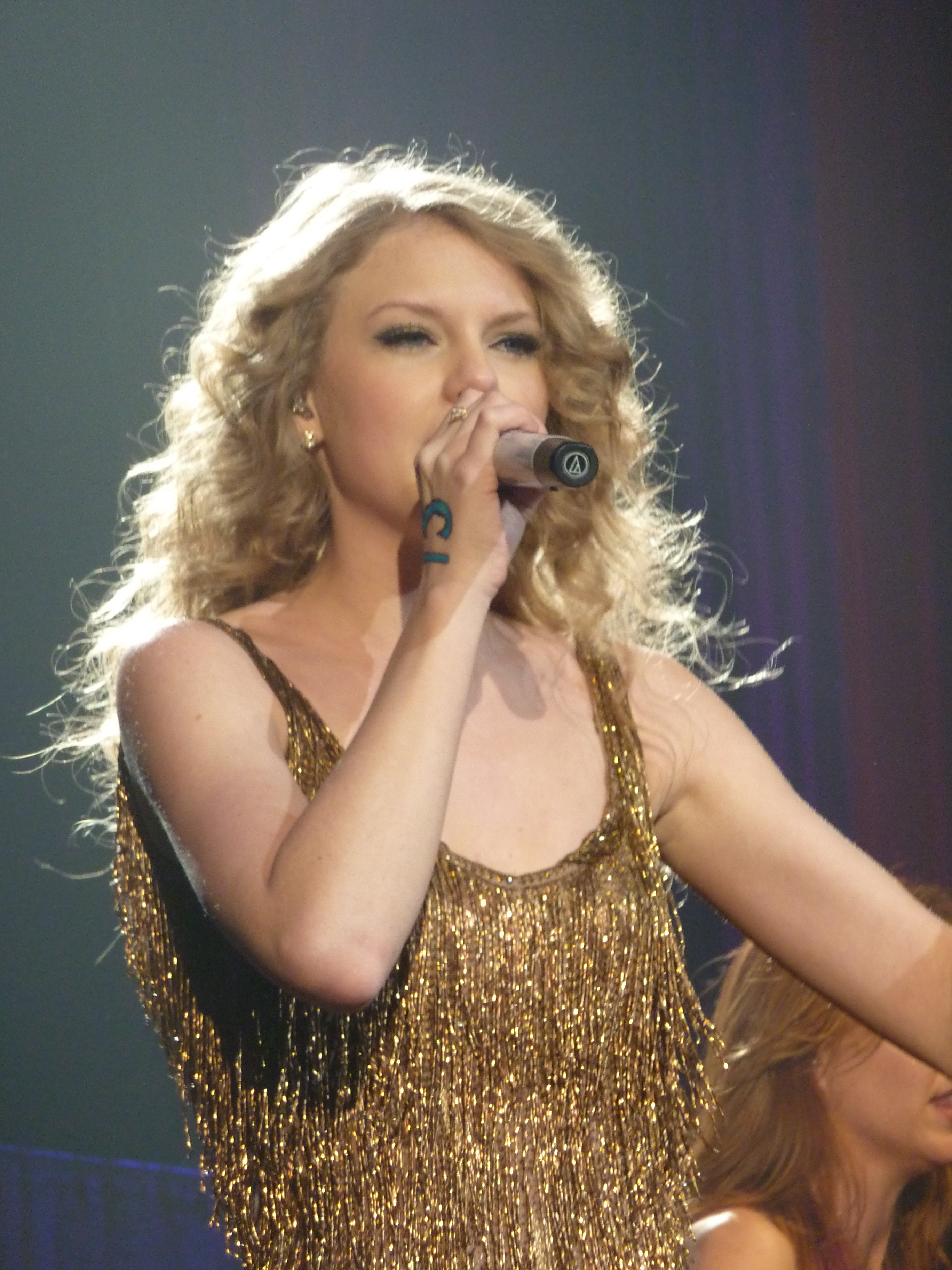
Taylor mentre canta "Sparks Fly" durante lo Speak Now World Tour.

CD singolo
1. Taylor mentre canta "Sparks Fly" durante lo Speak Now World Tour.Sparks Fly - 4:20

## Classifiche
| Classifica (2010-23)   | Posizione massima |
| ---------------------- | ----------------- |
| Australia              | 97                |
| Belgio (Fiandre)       | 69                |
| Canada                 | 28                |
| Filippine              | 3                 |
| Grecia                 | 80                |
| Portogallo             | 163               |
| Singapore              | 9                 |
| Stati Uniti            | 17                |
| Stati Uniti (country)] | 1                 |

## Sparks Fly (Taylor's Version)
In seguito alla controversia con la sua precedente casa discografica e la vendita dei master delle pubblicazioni precedenti al suo contratto con la Republic Records, Swift ha cominciato a ri-registrare tutta la sua discografia dal 2006 al 2019, includendo anche brani non inclusi in alcun album in studio. Ogni reincisione presenta la dicitura Taylor's Version nel titolo, per distinguerla dall'incisione originale e quindi dal master non di proprietà della cantautrice.
Il 7 luglio 2023 Taylor Swift ha ripubblicato il brano sotto il nome Sparks Fly (Taylor's Version), incluso nell'album Speak Now (Taylor's Version).